# Tuukka Talvio
Pauli Tuukka Talvio, född 1 oktober 1948 i Helsingfors, är en finländsk arkeolog, numismatiker och konsthistoriker.
Talvio blev filosofie kandidat 1975 och disputerade 2002 med en avhandling om mynt och myntskatter i Finland under perioden 800–1200. Han anställdes som forskare vid Nationalmuseets myntkabinett 1971 och utnämndes till dess intendent 2001.
Talvio har framför allt studerat anglosaxiska mynt och deltagit i det omfattande av British Academy ledda projektet Sylloge of coins of the British isles. Hans skriftliga produktion omfattar bland annat en 125-års historik över Myntverket i Finland (1989), en biografi över samlaren och mecenaten Herman Antell och den Antellska delegationen (1993) samt ett verk om Finlands mynt (1981), som utkommit i ett flertal upplagor, även på engelska. Han har också behandlat medaljkonsten och heraldiska frågor, bland annat Finlands statsvapen, och har varit medlem av statens heraldiska nämnd sedan 1995.